# Gianluca Brambilla
Gianluca Brambilla (Bellano, 22 augustus 1987) is een Italiaans wielrenner die sinds 2023 rijdt voor Q36.5 Pro Cycling Team. In 2009 werd hij derde op het Italiaanse kampioenschap op de weg voor beloften.
Op 24 augustus 2012 werd bekendgemaakt dat Brambilla gedurende drie seizoenen zal uitkomen voor de Belgische formatie Etixx-Quick Step. Tijdens de zestiende etappe van de Ronde van Spanje 2014 werd hij na een handgemeen met Tinkoff-Saxorenner Ivan Rovny uit koers genomen. In 2016 won hij zowel in de Ronde van Italië als in de Ronde van Spanje een etappe.

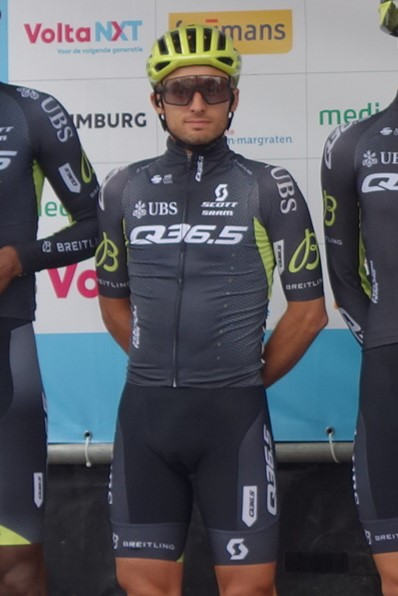
Brambilla in 2024.

## Resultaten in voornaamste wedstrijden
| Jaar | Ronde van Italië | Ronde van Frankrijk | Ronde van Spanje |
| ---- | ---------------- | ------------------- | ---------------- |
| 2010 |                  |                     |                  |
| 2011 | 95e              |                     |                  |
| 2012 | 13e              |                     |                  |
| 2013 | 105e             |                     |                  |
| 2014 | 29e              |                     | uitgesloten      |
| 2015 |                  |                     | 13e              |
| 2016 | 22e (1)          |                     | 23e (1)          |
| 2017 |                  | 53e                 |                  |
| 2018 | 18e              |                     | 16e              |
| 2019 | 49e              |                     | 42e              |
| 2020 | opgave           |                     |                  |
| 2021 | opgave           |                     | 22e              |
| 2022 |                  |                     |                  |
| 2023 |                  |                     |                  |
| 2024 |                  |                     |                  |

| Jaar | Milaan-San Remo | Amstel Gold Race | Luik-Bast.‑Luik | Ronde van Lombardije | Waalse Pijl | Clásica San Sebastián | Strade Bianche |  | WK op de weg |  | Wereldranglijsten |
| ---- | --------------- | ---------------- | --------------- | -------------------- | ----------- | --------------------- | -------------- |  | ------------ |  | ----------------- |
| 2010 |                 |                  |                 | opgave               |             |                       |                |  |              |  |                   |
| 2011 | opgave          |                  |                 | opgave               |             |                       |                |  |              |  |                   |
| 2012 | 44e             |                  |                 | opgave               |             |                       | 43e            |  |              |  |                   |
| 2013 |                 |                  | opgave          | opgave               |             |                       |                |  |              |  |                   |
| 2014 |                 |                  |                 | opgave               | 54e         |                       |                |  |              |  | 192e (UWT)        |
| 2015 |                 |                  | opgave          | 10e                  | 34e         |                       | opgave         |  |              |  | 112e (UWT)        |
| 2016 | 80e             |                  |                 | 12e                  | 84e         | 6e                    | ↑              |  |              |  | 77e (UWT)         |
| 2017 |                 | 61e              | 34e             | opgave               | 122e        | 57e                   | opgave         |  |              |  | 143e (UWT)        |
| 2018 |                 |                  |                 |                      |             |                       |                |  | 75e          |  | 150e (UWT)        |
| 2019 | 34e             |                  |                 | 27e                  |             |                       |                |  |              |  | 319e (UWR)        |
| 2020 | 47e             |                  |                 | 27e                  |             |                       | opgave         |  | opgave       |  |                   |
| 2021 |                 |                  |                 | opgave               |             | 31e                   | 33e            |  |              |  |                   |
| 2022 | 31e             |                  | 64e             |                      | 36e         |                       | opgave         |  |              |  |                   |
| 2023 | 42e             |                  |                 | 81e                  |             |                       | opgave         |  |              |  |                   |
| 2024 |                 | 23e              |                 |                      | opgave      |                       | opgave         |  |              |  |                   |

## Ploegen
- 2010 –  Colnago-CSF Inox
- 2011 –  Colnago-CSF Inox
- 2012 –  Colnago-CSF Inox
- 2013 –  Omega Pharma-Quick-Step Cycling Team
- 2014 –  Omega Pharma-Quick-Step Cycling Team
- 2015 –  Etixx-Quick Step
- 2016 –  Etixx-Quick Step
- 2017 –  Quick-Step Floors
- 2018 –  Trek-Segafredo
- 2019 –  Trek-Segafredo
- 2020 –  Trek-Segafredo
- 2021 –  Trek-Segafredo
- 2022 –  Trek-Segafredo
- 2023 –  Q36.5 Pro Cycling Team
- 2024 –  Q36.5 Pro Cycling Team
- 2025 –  Q36.5 Pro Cycling Team

Alaphilippe · Bakelants · Boonen · Brambilla · Cavendish · De Gendt · De Weert · Fenn · Gołaś · Keisse · Kwiatkowski  · Maes · Martin   · Meersman · Pauwels · Petacchi · Poels · Renshaw · Serry · Steegmans · Štybar · Terpstra · Trentin · Urán · Vakoč · Vandenbergh · Van Keirsbulck · M. Velits · Vermote · Verona
Alaphilippe · Boonen · Bouet · Brambilla · Cavendish · de la Cruz · Gołaś · Keisse · Kwiatkowski  · Lampaert · Maes · Martin · Meersman · Renshaw · Sabatini · Serry · Štybar · Terpstra · Trentin · Urán · Vakoč · Vandenbergh · Van Keirsbulck · M. Velits · Vermote · Verona · Wisniowski · Contreras (stagiair) · Gaviria (stagiair)
Alaphilippe · Boonen · Bouet · Brambilla · Contreras · de la Cruz · De Plus · Gaviria · Jungels · Keisse · Kittel · Lampaert · Maes · D. Martin · T. Martin   · Martinelli · Meersman · Richeze · Sabatini · Serry · Štybar · Terpstra · Trentin · Vakoč · Vandenbergh · Van Keirsbulck · Velits · Vermote · Verona · Wiśniowski · Costa (stagiair) · García (stagiair) · Sisr (stagiair)
Alaphilippe · Bauer · Boonen (tot 09/04) · Brambilla · Capecchi · Cavagna · de la Cruz · De Plus · Declercq · Devenyns · Gaviria · Gilbert · Jungels · Keisse · Kittel · Lampaert · Martin · Martinelli · Mas · Richeze · Sabatini · Schachmann · Serry · Štybar · Terpstra · Trentin · Vakoč · Velits · Vermote · Hodeg (stagiair) · Kasperkiewicz (stagiair)
Alafaci · Beppu · Bernard · Brambilla · Brändle · Conci · Daniel · Degenkolb · Didier · Eg · Felline · Frame · Gogl · Grmay · Guerreiro · Irizar · de Kort · Mollema · Mullen · Nizzolo · Pantano · Pedersen · van Poppel · Rast · Reijnen · Skujiņš · Stetina · Stuyven
Beppu · Bernard · Brambilla · Ciccone · Clarke · Conci · Degenkolb · Eg · Felline · Frame · Gogl · Irizar (actief t/m 3 augustus) · Kirsch · de Kort · Mollema · Mosca (vanaf 1 augustus) · Moschetti · Mullen · Pantano · Pedersen  · Porte · Reijnen · Skujiņš · Stetina · Stuyven · Theuns · Debeaumarché (stagiair) · López (stagiair) · Quarterman (stagiair)
Bernard · Brambilla · Ciccone · Clarke · Conci · De Kort · Eg · Elissonde · Kamp · Kirsch · Liepiņš · López · Mollema · Mosca · Moschetti · Mullen · A. Nibali · V. Nibali · Pedersen  · Porte · Quarterman · Reijnen · Ries · Simmons · Skujiņš · Stuyven · Theuns · Weening (vanaf 5 juni) · Fancellu (stagiair) · Skjelmose Jensen (stagiair) · Tiberi (stagiair)
Bernard · Brambilla · Ciccone · Conci · Eg · Egholm · Elissonde · Gebreigzabhier · Kamp · Kirsch · De Kort  · Liepiņš · López · Mollema · Mosca · Moschetti · Mullen · A. Nibali · V. Nibali · Pedersen · Quarterman · Reijnen · Ries · Simmons · Skjelmose Jensen · Skujiņš · Stuyven · Theuns · Tiberi · Baroncini (stagiair) · Hellemose (stagiair) · Hoole (stagiair)
Aberasturi · Baroncini · Bernard · Brambilla · Brustenga · Cataldo · Ciccone · Egholm · Elissonde · Gallopin · Gebreigzabhier· Hellemose · Hoelgaard · Hoole · Kamp · Kirsch · Liepiņš · López · Mollema · Mosca · Moschetti · Pedersen · Pellaud · Simmons · Skjelmose Jensen · Skujiņš · Stuyven · Theuns · Tiberi · Tolhoek · Vergaerde · Nys (stagiair) · Vacek (stagiair)
Abreha · Badilatti · Bauer · Brambilla · Calzoni · Camprubi · Christen · Colombo · Conca · Davis · Devriendt · Donovan · Fedeli · Hagen · Howson · Ludvigsson · Małecki · Monk · Moschetti · Parisini · Puppio · Rosskopf · Sajnok · Zukowsky · Novák (stagiair)
Abreha · Azparren · Badilatti · Brambilla · Calzoni · Camprubi · Christen · Colombo (vanaf 1/8) · Conca · de la Cruz · Devriendt · Donovan · Fancellu · Frison · Hagen · Howson · Ludvigsson · Małecki · Monk · Moschetti · Nizzolo · Parisini · Rosskopf · Sajnok · Steimle · Townsend · Whelan · Zukowsky · Krijnsen (stagiair) · Sommer (stagiair)